# Ricky Berens
Pour les articles homonymes, voir Berens.
Richard Berens dit Ricky Berens (né le 21 avril 1988 à Charlotte dans l'État de Caroline du Nord) est un nageur américain en activité, spécialiste des épreuves de sprint en nage libre (100 et 200 m).

## Biographie
Berens participe à sa première compétition internationale lors des Jeux Panaméricains de 2007 où il remporte trois médailles dont une en or en relais. L'année suivante, il se qualifie pour les Jeux olympiques de Pékin en se classant troisième des sélections américaines sur 200 mètres nage libre. En Chine, il enlève le titre olympique avec le relais 4 × 200 m nage libre, tout en battant le record du monde de plus de cinq secondes.

## Palmarès

### Jeux olympiques
- Jeux olympiques de 2008 à Pékin (Chine) :
  -  Médaille d'or au titre du relais 4 × 200 m nage libre.
- Jeux olympiques de 2012 à Londres (Royaume-Uni) :
  -  Médaille d'or au titre du relais 4 × 200 m nage libre.
  -  Médaille d'argent au titre du relais 4 × 100 m nage libre.

### Championnats du monde
Grand bassin
- Championnats du monde 2009 à Rome (Italie) :
  -  Médaille d'or au titre du relais 4 × 100 m nage libre.
  -  Médaille d'or au titre du relais 4 × 200 m nage libre.

- Championnats du monde 2011 à Shanghai (Chine) :
  -  Médaille d'or au titre du relais 4 × 200 m nage libre.

- Championnats du monde 2013 à Barcelone (Espagne) :
  -  Médaille d'or au titre du relais 4 × 200 m nage libre.
  -  Médaille d'argent au titre du relais 4 × 100 m nage libre.

Petit bassin
- Championnats du monde 2010 à Dubaï (Émirats arabes unis) :
  -  Médaille d'argent au titre du relais 4 × 200 m nage libre.

### Jeux panaméricains
- Jeux panaméricains de 2007 à Rio de Janeiro (Brésil) :
  -  Médaille d'or au titre du relais 4 × 100 m quatre nages.
  -  Médaille d'or au titre du relais 4 × 100 m nage libre.
  -  Médaille d'or au titre du relais 4 × 200 m nage libre.